# Layla, ma raison
Layla, ma raison - Majnun Layla è un film di Taieb Louhichi del 1989 tratto dall'omonimo romanzo di André Miquel che reinterpreta una leggenda araba del VII secolo "Layla and Majnun".

## Trama
Pazzamente innamorato di Layla, Qays decide di cantare in versi il suo amore, ma ciò è assolutamente vietato dai costumi tradizionali arabi. I genitori tentano invano di farlo desistere dall'immorale proposito. Così Layla si troverà a vivere in forzato isolamento e Qays a vagare disperato nel deserto, gridando il suo amore. Un ennesimo incidente separa per sempre i due innamorati: Layla è costretta a sposarsi e Qays, ormai completamente pazzo (Majnun, significa appunto "folle"), rifiuta ogni contatto col mondo.

## Tematica
Il tema classico dell'amore impossibile, dell'amour fou che si trasforma in morte, ha come scenografia ideale un maestoso deserto continuamente attraversato da uomini e cavalli. 
Layla è l'eroina assente, l'oggetto del desiderio che prende corpo attraverso i componimenti poetici di Qays.
Il film gioca sulla dicotomia tra la dimensione nascosta, prigioniera e sottomessa  di Layla e la poesia d'amore a lei dedicata, che espone pubblicamente il suo corpo, infrangendo le regole di una società maschilista che impone alle donne uno spazio ristretto e privato.